# スーパー楕円

スーパー楕円の例

スーパー楕円（スーパーだえん、英: Superellipse）は楕円に類似した閉曲線である。ガブリエル・ラメに因んでラメ曲線（英: Lamé curve、仏: Courbe de Lamé）とも称される。この曲線は長軸、短軸およびそれらについての対称性という点で楕円と同様の幾何学的特徴を持つが、全体の形状は異なる。
直交座標系では、次の式を満たすすべての点 (x, y) の集合である
{\displaystyle \left|{\frac {x}{a}}\right|^{n}\!+\left|{\frac {y}{b}}\right|^{n}\!=1,}
ここで、n、a、bは正の数であり、| |は絶対値を示す。
媒介変数 {\displaystyle t\in [0,2\pi )} で表示すると
{\displaystyle {\begin{aligned}x&=a\operatorname {sgn} (\cos t)|\cos t|^{2/n}\\y&=b\operatorname {sgn} (\sin t)|\sin t|^{2/n}\\\end{aligned}}}
となる。sgn は符号関数である。

## 数学的性質

### 垂足曲線
スーパー楕円の垂足曲線は直接的な計算で求めることができる。
{\displaystyle \left|{\frac {x}{a}}\right|^{n}\!+\left|{\frac {y}{b}}\right|^{n}\!=1,}
の垂足曲線は極方程式で次のように表される。
{\displaystyle (a\cos \theta )^{\tfrac {n}{n-1}}+(b\sin \theta )^{\tfrac {n}{n-1}}=r^{\tfrac {n}{n-1}}.}